# Organisation associée
Au japon, une organisation associée (特別の機関, Tokubetsu no kikan, littéralement, « organisation spéciale ») est une organisation du gouvernement japonais rattachée à un bureau du Cabinet, à des ministères ou à leur agence publique et mis en place dans un but spécifique. Elle est distincte d'une institution affiliée (en). La classification est créée lorsque les amendements à la « Loi d'organisation du gouvernement national » sont promulgués le 1er juillet 1984. Les amendements précisent en particulier, que la Keisatsu-chō est une organisation attachée à la Commission nationale de sécurité publique, qui relève du bureau du cabinet.

## Exemples
- Académie japonaise des sciences
- Institut d'études géographiques du Japon

## Source de la traduction
- (en) Cet article est partiellement ou en totalité issu de l’article de Wikipédia en anglais intitulé « Attached organization » (voir la liste des auteurs).